# Ртутьгольмий
Ртутьгольмий — бинарное неорганическое соединение
гольмия и ртути
с формулой HoHg,
кристаллы.

## Получение
- Сплавление стехиометрических количеств чистых веществ:

{\displaystyle {\mathsf {Ho+Hg\ {\xrightarrow {600^{o}C}}\ HoHg}}}

## Физические свойства
Ртутьгольмий образует кристаллы
кубической сингонии,
пространственная группа P m3m,
параметры ячейки a = 0,364 нм, Z = 1,
структура типа хлорида цезия CsCl
.
Соединение образуется по перитектической реакции при температуре 600 °C  или
конгруэнтно плавится при температуре ≈1200 °C .